# Lycium elongatum
Lycium elongatum är en potatisväxtart som beskrevs av John Miers. Lycium elongatum ingår i släktet bocktörnen, och familjen potatisväxter. Inga underarter finns listade i Catalogue of Life.